# McGrath (Familienname)
McGrath ist ein irischer Familienname.

## Namensträger
- Aedan McGrath (1906–2000), irischer Kolumbaner-Missionspriester
- Alethea McGrath (1920–2016), australische Schauspielerin
- Alister McGrath (* 1953), nordirischer Theologe
- Andrew McGrath (Tontechniker), australischer Tontechniker
- Andrew McGrath (Footballspieler) (* 1998), australischer Australian-Football-Spieler
- Atle Lie McGrath (* 2000), norwegischer Skirennläufer
- Bob McGrath (1932–2022), US-amerikanischer Schauspieler, Sänger und Buchautor
- Brent McGrath (* 1991), australischer Fußballspieler
- Campbell McGrath (* 1962), US-amerikanischer Dichter
- Christopher C. McGrath (1902–1986), US-amerikanischer Politiker
- Danielle Carr-McGrath (* 1969), australische Eiskunstläuferin
- David McGrath († 2007), britischer Illustrator
- Debra McGrath (* 1954), kanadische Schauspielerin, Komikerin, Autorin und Regisseurin
- Dermot McGrath († nach 1600), irischer Geistlicher, Bischof von Cork und Cloyne
- Desmond McGrath (1935–2009), kanadischer Politiker und Priester
- Doug McGrath (* 1935), kanadischer Schauspieler
- Douglas McGrath (1958–2022), US-amerikanischer Drehbuchautor
- Elizabeth McGrath (* 1945), britische Kunsthistorikerin
- Evan McGrath (* 1986), kanadischer Eishockeyspieler
- Felix McGrath (* 1963), US-amerikanischer Skirennläufer
- Finian McGrath (* 1953), irischer Politiker
- Frank McGrath (1903–1967), US-amerikanischer Schauspieler
- Fulton McGrath (1907–1958), US-amerikanischer Jazzpianist und Komponist
- Glenn McGrath (* 1970), australischer Cricketspieler
- Gulliver McGrath (* 1998), australischer Schauspieler
- J. Howard McGrath (1903–1966), US-amerikanischer Jurist und Politiker (Rhode Island)
- Jack McGrath (1919–1955), US-amerikanischer Autorennfahrer
- James McGrath (1932–2017), kanadischer Politiker
- Jamie McGrath (Schauspieler) (1974–1998), australischer Schauspieler
- Jamie McGrath (Fußballspieler) (* 1996), irischer Fußballspieler
- Jeremy McGrath (* 1971), US-amerikanischer Rennfahrer
- John McGrath (Dramatiker) (1935–2002), britischer Dramatiker, Drehbuchautor und Filmproduzent
- John McGrath (Fußballspieler, 1938) (1938–1998), englischer Fußballspieler und -trainer
- John McGrath (Fußballspieler, 1980) (* 1980), irischer Fußballspieler
- John J. McGrath (1872–1951), US-amerikanischer Politiker
- John James McGrath, bekannt als Jack McGrath (1919–1955), US-amerikanischer Automobilrennfahrer
- Joseph McGrath (Politiker) (1887–1966), irischer Politiker (Sinn Féin, Cumann na nGaedheal)
- Joseph McGrath (Regisseur) (* 1930), schottischer Regisseur und Produzent
- Judith McGrath (* 1952), australische Schauspielerin
- Luke McGrath (* 1993), irischer Rugby-Union-Spieler
- Kathleen McGrath (1952–2002), US-amerikanische Marineoffizierin
- Katie McGrath (* 1983), irische Schauspielerin
- Kenneth McGrath (* 1976), irischer Manager
- Leigh McGrath (* 1973), australische Drehbuchautorin und Produzentin
- Marcos Gregorio McGrath (1924–2000), panamaischer Geistlicher, Erzbischof von Panama
- Mark McGrath (* 1968), US-amerikanischer Sänger
- Martin McGrath (* 1956), australischer Kameramann
- Matt McGrath (1878–1941), US-amerikanischer Hammerwerfer
- Mattie McGrath (* 1958), irischer Politiker
- Meredith McGrath (* 1971), US-amerikanische Tennisspielerin
- Michael McGrath (Schauspieler) (1957–2023), US-amerikanischer Schauspieler und Musicaldarsteller
- Michael McGrath (Politiker) (* 1976), irischer Politiker
- Mick McGrath (Fußballspieler) (1936–2025), irischer Fußballspieler
- Mick McGrath (Leichtathlet) (* 1947), australischer Dreispringer
- Miler McGrath (1522–1622), irischer Geistlicher, Erzbischof von Cashel, siehe Miler Magrath
- Pat McGrath (* 1966), britische Visagistin und Gründerin
- Patrick McGrath (Politiker) († 1956), irischer Politiker
- Patrick McGrath (Rugbyspieler) (* 1941), irischer Rugby-Union-Spieler
- Patrick McGrath (Schriftsteller) (* 1950), britischer Schriftsteller
- Patrick McGrath (Leichtathlet) (* 1971), irischer Hammerwerfer
- Patrick McGrath (Eishockeyspieler) (* 1993), US-amerikanischer Eishockeyspieler
- Patrick Joseph McGrath (1945–2023), irisch-US-amerikanischer Geistlicher, Bischof von San Jose
- Patrick W. McGrath (1927–2001), irischer Politiker
- Paul McGrath (Schauspieler) (1904–1978), US-amerikanischer Schauspieler
- Paul McGrath (Politiker) (* 1948), irischer Politiker
- Paul McGrath (Fußballspieler) (* 1959), irischer Fußballspieler
- Paul McGrath (Leichtathlet) (* 2002), spanischer Leichtathlet
- Raymond McGrath (1903–1977), britisch-australischer Architekt
- Raymond J. McGrath (* 1942), US-amerikanischer Politiker
- Robert McGrath (* 1951), irischer Rugby-Union-Spieler
- Rory McGrath (* 1956), britischer Comedian
- Séamus McGrath, irischer Politiker
- Tahlia McGrath (* 1995), australische Cricketspielerin
- Thomas McGrath (Schriftsteller) (1916–1990), US-amerikanischer Schriftsteller
- Thomas C. McGrath (1927–1994), US-amerikanischer Politiker
- Tom McGrath (Rugbyspieler) (1898–1976), australischer Rugby-League-Spieler
- Tom McGrath (Dramatiker) (1940–2009), schottischer Dramatiker und Musiker
- Tom McGrath (Animator) (* 1964), US-amerikanischer Animator, Drehbuchautor, Regisseur und Schauspieler
- Vivian McGrath (1916–1978), australischer Tennisspieler
- Winta McGrath (* 2005), australischer Schauspieler
- Zen McGrath (* 2002), australischer Schauspieler